# 後免西町停留場
後免西町停留場（日语：／ Gomen nishimachi teiryūjō */?），是位於高知縣南國市日吉町1丁目，土佐電交通後免線的電車站。

## 歷史
此電車站在1911年（明治44年）1月，由土佐電交通的前身土佐電氣鐵道大津停留場（已廢止，參見領石通停留場）至後免中町通停留場之間開通，此電車站同時啟用。當時電車站名為後免西町通停留場（日语：／）。電車站後來於1942年（昭和17年）暫停營業，於1968年（昭和43年）復活。在復活之際，電車站往起點一方遷移60米，同時改名為後免西町停留場。
- 1911年（明治44年）1月27日 - 土佐電氣鐵道後免西町通停留場啟用[1][2]。
- 1942年（昭和17年）7月29日 - 電車站暫停營業[1][2]。
- 1968年（昭和43年）8月9日 - 電車站遷移並恢復營業[1]。同時改名為後免西町停留場[2]。
- 2014年（平成26年）10月1日 - 土佐電氣鐵道、高知縣交通（日语：高知県交通）和土佐電Dream Service（日语：土佐電ドリームサービス）合併，土佐電交通成立[3]。成為土佐電交通的電車站。

## 電車站構造
電車站是建造在專用路軌上，設有2面2線的相對式乘車處。北邊為後免町方向月台，南邊為播磨屋橋方向月台。

## 電車站周邊
電車站鄰近南國市政廳。南邊設有Sunshine Chain Cardia店，北邊設有南國郵局，後方為日吉神社。
在後免線軌道中，此停留場至篠原停留場之用使用專用路軌。曾經後免町方向也使用專用路軌，於1933年（昭和8年）進行縣道改善工程，把約600米的區間變成共用行車道，把道路上敷設路軌。另外，此停留場往播磨屋橋方向與國道195號並行，後免町方向在縣道上行走。
- 四國旅客鐵道（JR四國）土讚線後免站
- 四國銀行（日语：四国銀行）南國分店
- 南國市社會福祉中心

## 巴士路線
在「後免西町」巴士站上設有以下路線停靠：
| 乘車場  | 系統                                         | 主要途經                     | 目的地       | 巴士公司   | 備註 |
| ------- | -------------------------------------------- | ---------------------------- | ------------ | ---------- | ---- |
|         | L1                                           | 後免町、夜須站               | 安藝站       | 土佐電交通 |      |
| Ko2-Ko7 | 後免町、田村                                 | 前濱車廠                     |              | 土佐電交通 |      |
| Ko3-Ko5 | 後免町、里改田、中之丁通、前濱車廠           | 久枝                         |              | 土佐電交通 |      |
|         |                                              | 後免町                       |              | 土佐電交通 |      |
|         | K5                                           | 後免站前、山田站             | 高知工科大學 | 土佐電交通 |      |
| K6      | 後免站前、山田站、高知工科大學               | 龍河洞                       |              | 土佐電交通 |      |
| Ko1     | 後免站前、國分寺通                           | 植田                         |              | 土佐電交通 |      |
| Ko2     | 後免站前、元町                               | JA高知醫院                   |              | 土佐電交通 |      |
|         | L1-C1                                        | 小籠通、JA高知醫院、播磨屋橋 | 縣廳前       | 土佐電交通 |      |
| L1-T1   | 小籠通、JA高知醫院、播磨屋橋                 | 棧橋車廠                     |              | 土佐電交通 |      |
| Ko3     | （小籠通、JA高知醫院）、大津站前             | 醫大醫院                     |              | 土佐電交通 |      |
| K6-C1   | 篠原南、（JA高知醫院）、潮見台總站、播磨屋橋 | 縣廳前                       |              | 土佐電交通 |      |
| Ko4     | 篠原南                                       | JA高知醫院                   |              | 土佐電交通 |      |

## 相鄰電車站
土佐電交通
後免線
後免東町－後免西町－東工業前

## 注腳
1. 1 2 3 4 5 6 7  《土佐電鉄が走る街 今昔》100・156-158頁
2. 1 2 3 4 5  今尾惠介（監修）. . 11 中国四国. 新潮社. 2009: 61. ISBN 978-4-10-790029-6 （日语）.
3. ↑  上野宏人. . 毎日新聞 (毎日新聞社). 2014-10-02 （日语）.
4. 1 2 3 4  川島令三. . 【図説】 日本の鉄道. 第2巻 四国西部エリア. 講談社. 2013: 35・90頁. ISBN 978-4-06-295161-6 （日语）.
5. ↑  . 高知新聞社. 1998: 82. ISBN 4-87503-268-4 （日语）.
6. 1 2  《土佐電鉄が走る街 今昔》93頁
7. ↑  《土佐電鉄が走る街 今昔》91頁
8. ↑  川島令三.  四國篇. 草思社. 2007: 292–293. ISBN 978-4-7942-1615-1 （日语）.